# Phylloxera devastatrix
Phylloxera devastatrix är en insektsart som beskrevs av Theodore Pergande 1904. Phylloxera devastatrix ingår i släktet Phylloxera och familjen dvärgbladlöss. Inga underarter finns listade i Catalogue of Life.